# Belmont-Preis
Der Belmont-Preis ist ein Preis für zeitgenössische Musik. Die in München ansässige Forberg-Schneider-Stiftung, gegründet 1997, fördert herausragende Leistungen auf dem Gebiet der zeitgenössischen Musik. Sie tut dies in erster Linie durch die Vergabe des Belmont-Preises.
Die Auszeichnung wird nach Möglichkeit alle zwei Jahre verliehen. Sie ist mit einem Preisgeld von 20.000 € verbunden und zählt zu den höchstdotierten Preisen für künstlerisches Schaffen in Europa.
Benannt ist der Preis nach dem Schicksalsort Belmont in Shakespeares „Kaufmann von Venedig“, gleichzeitig ist er eine Bewunderungsadresse für den Komponisten Arnold Schönberg.

## Belmont-Preisträger
(Quelle: )
- 1999 Jörg Widmann
- 2001 Florent Boffard
- 2004 Carolin Widmann
- 2005 Quatuor Ébène
- 2007 Bruno Mantovani
- 2009 Marino Formenti
- 2012 Alex Ross
- 2013 Sabrina Hölzer
- 2015 Milica Djordjević
- 2018 Eamonn Quinn
- 2020 Florian Weber
- 2022 Sarah Aristidou
- 2025 Mirela Ivičević

## Antragstellung
Eine Eigenbewerbung ist nicht möglich.